# Sejm koronacyjny 1676
Sejm koronacyjny 1676 – I Rzeczypospolitej został pierwotnie zwołany na 3 stycznia 1676 roku do Krakowa.
Sejmiki przedsejmowe w województwach odbyły się 31 grudnia 1675 roku, a sejmiki główne 18 stycznia 1676 roku. 
Marszałkiem sejmu sejmu obrano Mikołaja Hieronima Sieniawskiego chorążego wielkiego koronnego. 
2 lutego 1676 roku na Wawelu odbyła się koronacja na króla Jana III Sobieskiego.
Obrady sejmu trwały od 2 lutego do 14 marca 1676 roku.